# アフリカ経済委員会
アフリカ経済委員会（アフリカけいざいいいんかい、英語: Economic Commission for Africa）は、国際連合の経済社会理事会の地域経済委員会の一つ。1958年に設置された。正式名称は「国際連合アフリカ経済委員会」。英語での略称は、ECA。または、UNECA。
アフリカ諸国の経済・社会・技術的な開発のため調査と援助を行う。当該組織は国際連合に加盟しているアフリカ諸国で構成されている。

## 本部・支部
- 本部 アディスアベバ（エチオピア）
- 中央アフリカ支部 ヤウンデ（カメルーン）
- 東アフリカ支部 キガリ（ルワンダ）
- 北アフリカ支部 タンジェ （モロッコ）
- 南アフリカ支部 ルサカ（ザンビア）
- 西アフリカ支部 ニアメ （ニジェール）

## 加盟国

Map showing the Member States of the ECA.

1. アルジェリア
2. アンゴラ
3. ウガンダ
4. エジプト
5. エスワティニ
6. エチオピア
7. エリトリア
8. ガーナ
9. カーボベルデ
10. ガボン
11. カメルーン
12. ガンビア
13. ギニア
14. ギニアビサウ
15. ケニア
16. コートジボワール
17. コモロ
18. コンゴ共和国
19. コンゴ民主共和国
20. サントメ・プリンシペ
21. ザンビア
22. シエラレオネ
23. ジブチ
24. ジンバブエ
25. スーダン
26. 赤道ギニア
27. セーシェル
28. セネガル
29. ソマリア
30. タンザニア
31. チャド
32. 中央アフリカ
33. チュニジア
34. トーゴ
35. ナイジェリア
36. ナミビア
37. ニジェール
38. ブルキナファソ
39. ブルンジ
40. ベナン
41. ボツワナ
42. マダガスカル
43. マラウイ
44. マリ
45. 南アフリカ共和国
46. 南スーダン
47. モーリシャス
48. モーリタニア
49. モザンビーク
50. モロッコ
51. リビア
52. リベリア
53. ルワンダ
54. レソト